# Malinska-Dubašnica
Malinska-Dubašnica (Italiaans: Malinsca-Dobasnizza; Duits: Durischal) is een gemeente in de provincie Primorje-Gorski Kotar in Kroatië met 2726 inwoners (2001). Malinska-Dubašnica ligt op het eiland Krk in de Kvarnerbocht, een baai in het noorden van de Adriatische Zee.
Plaatsen in de gemeente Malinska-Dubašnica: Barušići, Bogovići, Glavotok, Kremenići, Ljutići, Malinska, Maršići, Milčetići, Milovčići, Oštrobradić, Porat, Radići, Sabljići, Sršići, Strilčići, Sveti Anton, Sveti Ivan, Sveti Vid-Miholjice, Turčić, Vantačići, Zidarići, Žgombići.
Steden (gradovi): Rijeka · Bakar · Cres · Crikvenica · Čabar · Delnice · Kastav · Kraljevica · Krk · Mali Lošinj · Novi Vinodolski · Opatija · Rab · Vrbovsko

Gemeenten (općine): Baška · Brod Moravice · Čavle · Dobrinj · Fužine · Jelenje · Klana · Kostrena · Lokve · Lopar · Lovran · Malinska-Dubašnica · Matulji · Mošćenička Draga · Mrkopalj · Omišalj · Punat · Ravna Gora · Skrad · Vinodolska · Viškovo · Vrbnik